# Organisatie van Ibero-Amerikaanse landen
De Organisatie van Ibero-Amerikaanse landen (Spaans: Organización de Estados Iberoamericanos; Portugees: Organização dos Estados Ibero-americanos) is een samenwerkingsverband tussen Spanje en Portugal (vormen samen Iberië) enerzijds, en de Portugees- en Spaanstalige landen in Latijns-Amerika en Equatoriaal-Guinea anderzijds.

## Leden
- Spaans
  -  Argentinië
  -  Bolivia
  -  Chili
  -  Colombia
  -  Costa Rica
  -  Cuba
  -  Dominicaanse Republiek
  -  Ecuador
  -  Equatoriaal-Guinea
  -  Guatemala
  -  Honduras
  -  Mexico
  -  Nicaragua
  -  Panama
  -  Peru
  -  Puerto Rico
  -  Spanje
  -  Uruguay
  -  Venezuela

- Portugees
  -  Brazilië
  -  Portugal